# 德泽乡
德泽乡，是中华人民共和国云南省曲靖市沾益区下辖的一个乡镇级行政单位。

## 行政区划
德泽乡下辖以下地区：
德泽村、富冲村、热水村、小柳树村、米支嘎村、炭山村、小米嘎村、左水冲村、老关云村、后山村和棠梨树村。